# حافر الحمار (المعنى الأول)
حَافر الحِمار محار كبير من جنس الكامة.